# Klintträsket, Norrbotten
Klintträsket är en sjö i Bodens kommun i Norrbotten och ingår i Råneälvens huvudavrinningsområde. Sjön har en area på 0,393 kvadratkilometer och ligger 150 meter över havet. Sjön avvattnas av vattendraget Lappmobäcken.

## Delavrinningsområde
Klintträsket ingår i det delavrinningsområde (734180-176357) som SMHI kallar för Mynnar i Abramsån. Medelhöjden är 168 meter över havet och ytan är 17,82 kvadratkilometer. Det finns inga avrinningsområden uppströms utan avrinningsområdet är högsta punkten. Lappmobäcken som avvattnar avrinningsområdet har biflödesordning 3, vilket innebär att vattnet flödar genom totalt 3 vattendrag innan det når havet efter 49 kilometer. Avrinningsområdet består mestadels av skog (87 procent). Avrinningsområdet har 0,92 kvadratkilometer vattenytor vilket ger det en sjöprocent på 5,2 procent.